# Xylergates pulcher
Xylergates pulcher là một loài bọ cánh cứng trong họ Cerambycidae.